# Брахмически писмености
Брахмическите писмености, още наричани индийски писмености, са семейство абугидни писмености. Използват се в целия Индийски субконтинент, Югоизточна Азия и в части от Източна Азия. Произлизат от брахмическата древноиндийска писменост и се използват от разнообразни езици от различни семейства в Южна, Източна и Югоизточна Азия: индо-арийското, дравидското, тибето-бирманското, монголското, австроазиатското, австронезийското и тайското. Те също са послужили при определяне на азбучния ред (gojūon) на японската кана.